# Władysław Tworkowski
Władysław Tworkowski (ur. ?, zm. 13 czerwca 1915 pod Rokitną) – ułan Legionów Polskich.

## Życiorys
Władysław Tworkowski był wnukiem komisarza rządowego z 1863 roku. W 1909 roku ukończył Szkołę Handlową Siedmioklasową Miejską w Radomiu. Studiował w Szwajcarii w Genewie. 
W 1914 roku zgłosili się ochotniczo do 2 szwadronu ułanów. W jego szeregach walczył w kampanii karpackiej. Poległ 13 czerwca 1915 roku w czasie szarży pod Rokitną.
15 czerwca 1915 roku wraz z pozostałymi 14 poległymi bezpośrednio w czasie ataku żołnierzami 2 szwadronu został uroczyście pochowany na cmentarzu w Rarańczy. 
17 maja 1922 roku Naczelnik Państwa i Naczelny Wódz nadał mu pośmiertnie Krzyż Srebrny Orderu Wojskowego Virtuti Militari (krzyż numer 6013).
13 lutego 1923 roku jego zwłoki zostały ekshumowane i złożone w kościele garnizonowym w Czerniowcach, a następnie przewiezione koleją do Krakowa i złożone w kaplicy 5 Szpitala Okręgowego przy ulicy Długiej. Ceremonia pogrzebowa rozpoczęła się o godz. 12.00 w niedzielę 25 lutego. Trumny, ułana Rakowskiego i jego 14. towarzyszy, zostały przewiezione na lawetach na Rynek Główny. Tam biskup Adam Stefan Sapieha pokropił trumny, marszałek Józef Piłsudski złożył na nich krzyże Virtuti Militari. Następnie kondukt podążył na cmentarz Rakowicki, gdzie trumny zostały złożone do grobów. Ceremonię zakończyła defilada oddziałów wojska, uczestniczących w pogrzebie, prowadzona przez generała broni Stanisława Szeptyckiego   .
6 czerwca 1931 roku został pośmiertnie odznaczony Krzyżem Niepodległości „za pracę w dziele odzyskania niepodległości”.